# Port lotniczy Lublana
Port lotniczy Lublana – międzynarodowy port lotniczy im. Jože Pučnika, położony 26 km na północ od centrum Lublany, w miejscowości Spodnji Brnik. Jest największym portem lotniczym w Słowenii. W 2011 obsłużył 1,3 mln pasażerów.
W czerwcu 2007 zmieniono nazwę lotniska, jego patronem został Jože Pučnik.

## Linie lotnicze i połączenia
| Linia lotnicza                | Kierunek                                                                   |
| ----------------------------- | -------------------------------------------------------------------------- |
| Aegean Airlines               | 1. Ateny Sezonowe czartery: 1. Lemnos                                      |
| Air Baltic                    | Sezonowo: 1. Ryga (od 2 maja 2024)                                         |
| Air France                    | 1. Paryż-Charles de Gaulle                                                 |
| Air Montenegro                | 1. Podgorica Sezonowo: 1. Tivat                                            |
| Air Serbia                    | 1. Belgrad 2. Nisz                                                         |
| British Airways               | 1. Londyn-Heathrow                                                         |
| Brussels Airlines             | 1. Bruksela                                                                |
| Corendon Airlines             | Sezonowo: 1. Antalya (od 16 czerwca 2024) 2. Heraklion (od 7 czerwca 2024) |
| easyJet                       | 1. Londyn-Gatwick                                                          |
| Finnair                       | Sezonowo: 1. Helsinki                                                      |
| Flydubai                      | 1. Dubaj                                                                   |
| FlyEgypt                      | Sezonowe czartery: 1. Hurghada 2. Szarm el-Szejk                           |
| GP Aviation                   | Sezonowe czartery: 1. / Prisztina                                          |
| Iberia                        | Sezonowo: 1. Madryt (od 29 lipca 2024)                                     |
| Israir Airlines               | Sezonowo: 1. Tel Awiw                                                      |
| LOT                           | 1. Warszawa-Okęcie                                                         |
| Lufthansa                     | 1. Frankfurt 2. Monachium                                                  |
| Luxair                        | 1. Luksemburg                                                              |
| Norwegian Air Shuttle         | 1. Kopenhaga (od 29 kwietnia 2024)                                         |
| Sun d’Or                      | Sezonowo: 1. Tel Awiw                                                      |
| Swiss International Air Lines | 1. Zurych                                                                  |
| Trade Air                     | Sezonowe czartery: 1. Heraklion 2. Kos 3. Samos                            |
| Transavia.com                 | 1. Amsterdam Sezonowo: 1. Paryż-Orly                                       |
| Turkish Airlines              | 1. Stambuł                                                                 |
| Wizz Air                      | 1. Londyn-Luton 2. Skopje                                                  |